# Lac Nachicapau
Lac Nachicapau är en sjö i Kanada.   Den ligger i regionen Nord-du-Québec och provinsen Québec, i den östra delen av landet, 1 400 km norr om huvudstaden Ottawa. Lac Nachicapau ligger 173 meter över havet.
Trakten runt Lac Nachicapau är nära nog obefolkad, med mindre än två invånare per kvadratkilometer.